# Lucifer’s Friend
Lucifer’s Friend — немецко-английская хард-рок группа, созданная в Гамбурге в 1970 году гитаристом Питером Хесслейном, вокалистом Джоном Лоутоном, басистом Дитером Хорном, клавишником Питером Хехтом и барабанщиком Йоахимом Рейтенбахом. Группа была отмечена как ранние практики хеви-метала и прогрессив-рока, они также включили элементы джаза и фьюжна в свою музыку, особенно в их альбоме Banquet 1974 года. Помимо хеви-метала, группа стала одной из пионеров дум-метала. Из-за их тяжелого звука и темной ориентированной лирики Lucifer’s Friend определяли звучание обоих жанров.
За двенадцать лет своего существования Lucifer’s Friend, одна из самых интересных групп западногерманской хард-рок-сцены 70-х годов, сыграла не одну сотню концертов и записала несколько добротных альбомов, которые принесли ей расположение слушателей Европы и пользовались значительным успехом на американском континенте.

## История
В 1969 году британский певец Джон Лоутон, после гастролей с его прошлой группой под названием Stonewall отправился жить в Германию, где встретился с Питером Хесслейном, Дитером Хорнсом, Питером Хехтом и Йоахимом Рейтенбахом, которые были членами группы под названием The German Bonds. Они собрались вместе, чтобы записать альбом под названием Asterix в 1970 году. Позже музыканты из German Bonds перекочевали в Lucifer’s Friend и пригласили в новую группу Джона Лоутона.
Первые альбомы были выпущены на лейбле Vertigo Records в Европе, в Соединенных Штатах эти альбомы были выпущены на серии небольших независимых лейблов (Billingsgate, Janus, Passport). Таким образом, несмотря на трансляцию на некоторых рынках, альбомы группы было трудно найти, и коммерческий успех ускользал от музыкантов. Первый альбом был сделан в типичном ключе 70-х годов и несколько напоминал ранние Deep Purple и Black Sabbath. Lucifer’s Friend имел темную лирику и урезанный стиль гитары и органа, альбом по-прежнему востребован поклонниками ранней хеви-металлической музыки. Второй альбом Whereies Groupies Killed the Blues изменил направление. Это был очень экспериментальный альбом прогрессивного и психоделического рока. На третьем альбоме I'm Just a Rock & Roll Singer, они снова поменяли направление, на этот раз ближе к рок-стилю, популяризированный такими группами, как Grand Funk Railroad. Альбом Banquet же представлял из себя расширенные многослойные композиции в виде джазовых фьюжн. На этот раз группа осваивала арт-рок, доверив все аранжировки Хехту. Группа помимо хоров задействовала оркестр с большим количеством духовых и струнных инструментов, от переизбытка которых альбом немного пострадал.
Mind Exploding попытался объединить джаз Banquet с гаражным роком Rock & Roll Singer, программа ознаменовала отступление к более тяжёлому звуку, но альбом был принят ещё холоднее, чем предыдущие. Вокалист Джон Лоутон ушел в 1976 году, чтобы присоединиться к Uriah Heep. Короткое время вокалиста замещал шотландец Ян Кассикего, а позже его заменил Майк Старрс, бывший вокалист Colosseum II. На этих двух альбомах без Лоутона группа перешла к более коммерческому звучанию.
Джон Лоутон вернулся для записи альбома Mean Machine в 1981 году. По тяжести альбом не уступал дебюту, только, в отличие от Lucifer’s Friend, в нём почти не использовался орган. Lucifer’s Friend снова возвращались к своему классическому звучанию, однако, экспериментируя с различными стилями группа успела растерять большинство старых поклонников, и вернуть их доверие к команде с первого раза не удалось. Почувствовав бесперспективность дальнейшей борьбы, музыканты провели прощальное турне и расстались. Но это был ещё не конец «Друзей Люцифера».
В середине 90-х Лоутон и Хесслейн устроили кратковременный реюнион и при помощи Дике, Кресса, Йоги Вихмана и Удо Дамьена записали диск Sumo Grip, на котором нашли отражение все жанровые метания прошлого.
Хотя Джон Лоутон заявил, что экипаж не заинтересован в возвращении к записи или выступлении вживую, в августе 2014 года он опубликовал на своем веб-сайте новости о возможном воссоединении с оригинальным составом. Также Лоутон упомянул, что они выпустят новый компиляционный альбом под названием Awakening, а также четыре совершенно новых трека. Из-за кончины своего оригинального барабанщика Йоахима «Адди» Риетенбаха его должность занял Стефан Эггерт. Кроме того, первоначальный клавишник Питер Хехт отказался участвовать в воссоединении. В связи с этим гитарист Питер Хесслейн сыграл фортепианные партии на новом альбоме, а в качестве живого клавишника для показа в 2015 и 2016 годах группа наняла Йоги Вихманна.

## Состав
Сегодняшний состав:
- Джон Лоутон — вокал (1968—1976, 1981—1982, 1994, 2014-2021; умер в 2021 году)
- Питер Хесслейн — гитара (1968—1982, 1994, 2014-наше время)
- Дитер Хорнс — басс-гитара (1968—1982, 2014-наше время)
- Стефан Эггерт — клавишные (1994, 2015-наше время)
- Йоги Вихманн — ударные (2014-наше время)

Бывшие участники:
- Йоахим «Адди» Риетенбах — ударные (1968—1974)
- Питер Хехт — клавишные (1968—1982)
- Герберт Борнхолд — барабаны (1974—1982)
- Майк Старрс — вокал (1977—1981)
- Адриан Аскью — клавишные (1980—1982)
- Курт Кресс — ударные (1994)
- Андреас Дике — бас (1994)
- Удо Дахмен — ударные (1994)

## Временная шкала
- См. статью «Lucifer’s friend § Members» в английском разделе.

## Дискография
- Lucifer’s Friend (1970)
- Where the Groupies Killed the Blues (1972)
- I'm Just a Rock & Roll Singer (1973)
- Banquet (1974)
- Mind Exploding (1976)
- The Devil's Touch (1976)
- Good Time Warrior (1978)
- Rock Heavies: Lucifer's Friend (1980)
- Sneak Me In (1980)
- Mean Machine (1981)
- Sumo Grip (1994)
- Awakening (2015)
- Live @ Sweden Rock 2015 (2016)
- Too Late To Hate (2016)
- Black Moon (2019)